# Abrostola proxima
Abrostola proxima là một loài bướm đêm trong họ Noctuidae.